# Gino Frascari
Giordano Frascari, più conosciuto come Gino Frascari (Pistoia, 8 agosto 1915 – Vercelli, 3 giugno 1937), è stato un calciatore italiano, di ruolo attaccante.

## Carriera
Inizia la carriera nell'Andrea Doria Pistoia, venendo in seguito acquistato nel 1932 dalla Pistoiese, con cui nella stagione 1932-1933 non scende mai in campo in gare ufficiali. Nella stagione successiva gioca invece 10 partite in Serie B, realizzando anche una rete. Torna a vestire la maglia della Pistoiese nella stagione 1935-1936, nella quale gioca 28 partite e segna una rete in Serie B. A seguito della retrocessione della Pistoiese in Serie C Frascari passa alla Pro Vercelli, con cui gioca altre 14 partite di seconda serie nella stagione 1936-1937.
In carriera ha giocato complessivamente 52 partite in Serie B, categoria in cui ha anche segnato 2 gol.
Morì nuotando nel fiume Sesia, travolto dalle acque.
A lui è dedicato l'omonimo centro sportivo "Gino Frascari", che sorge in Via Calamendrei a Pistoia costeggiato dalla Ferrovia della linea regionale.